# Krišjanis Suntažs
Krišjānis Suntažs (19 de diciembre de 2000) es un deportista de Letonia que compite en atletismo. Ganó una medalla de plata en el Campeonato Europeo de Atletismo Sub-20 de 2019, en la prueba de lanzamiento de jabalina.